# Семишль (гміна)
Гміна Семишль (пол. Gmina Siemyśl) — сільська гміна у північно-західній Польщі. Належить до Колобжезького повіту Західнопоморського воєводства.
Станом на 31 грудня 2011 у гміні проживало 3702 особи.

## Географія
Річки: Блотниця.

## Територія
Згідно з даними за 2007 рік площа гміни становила 107.44 км², у тому числі:
- орні землі: 75.00%
- ліси: 15.00%

Таким чином, площа гміни становить 14.80% площі повіту.

## Населення
Станом на 31 грудня 2011:
| Опис     | Загалом | Загалом | Чоловіки | Чоловіки | Жінки | Жінки |
| -------- | ------- | ------- | -------- | -------- | ----- | ----- |
| одиниця  | осіб    | %       | осіб     | %        | осіб  | %     |
| все      | 3702    | 100     | 1866     | 50.41    | 1836  | 49.59 |
| міське   | 0       | 100     | 0        |          | 0     |       |
| сільське | 3702    | 100     | 1866     | 50.41    | 1836  | 49.59 |

## Сусідні гміни
Гміна Семишль межує з такими гмінами: Ґосьцино, Колобжеґ, Римань, Тшеб'ятув.